# Улус-Тараба
Улус-Тараба — село в Кытмановском районе Алтайского края. Входит в состав Кытмановского сельсовета.

## История
Основано в 1700 году. В 1928 году состояло из 251 хозяйства, основное население — русские. В административном отношении являлось центром Улус-Тарабинского сельсовета Верх-Чумышского района Барнаульского округа Сибирского края.

## Население
| 1926 | 1997 | 1998 | 1999 | 2000 | 2001 | 2002 | 2003 | 2004 | 2005 |
| ---- | ---- | ---- | ---- | ---- | ---- | ---- | ---- | ---- | ---- |
| 1409 | ↘344 | ↗367 | ↘344 | →344 | ↘328 | ↘282 | ↗291 | ↘266 | ↘251 |
| 2006 | 2007 | 2008 | 2009 | 2010 | 2011 | 2012 | 2013 |      |      |
| ↗256 | ↘252 | ↗259 | ↘236 | ↘162 | ↘161 | ↘144 | ↘129 |      |      |

Национальный состав
Согласно результатам переписи 2002 года, в национальной структуре населения русские составляли 82 %.